# Уронес
Уронес (ісп. Hurones) — муніципалітет в Іспанії, у складі автономної спільноти Кастилія-і-Леон, у провінції Бургос. Населення — 76 осіб (2010).
Муніципалітет розташований на відстані близько 220 км на північ від Мадрида, 8 км на північний схід від Бургоса.

## Демографія
Динаміка населення (INE ):

## Галерея зображень

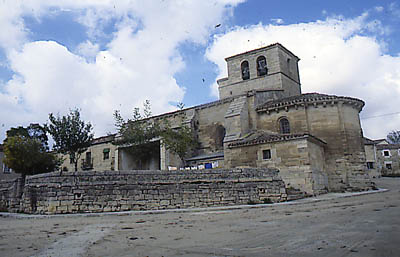
Парафіяльна церква Уронес
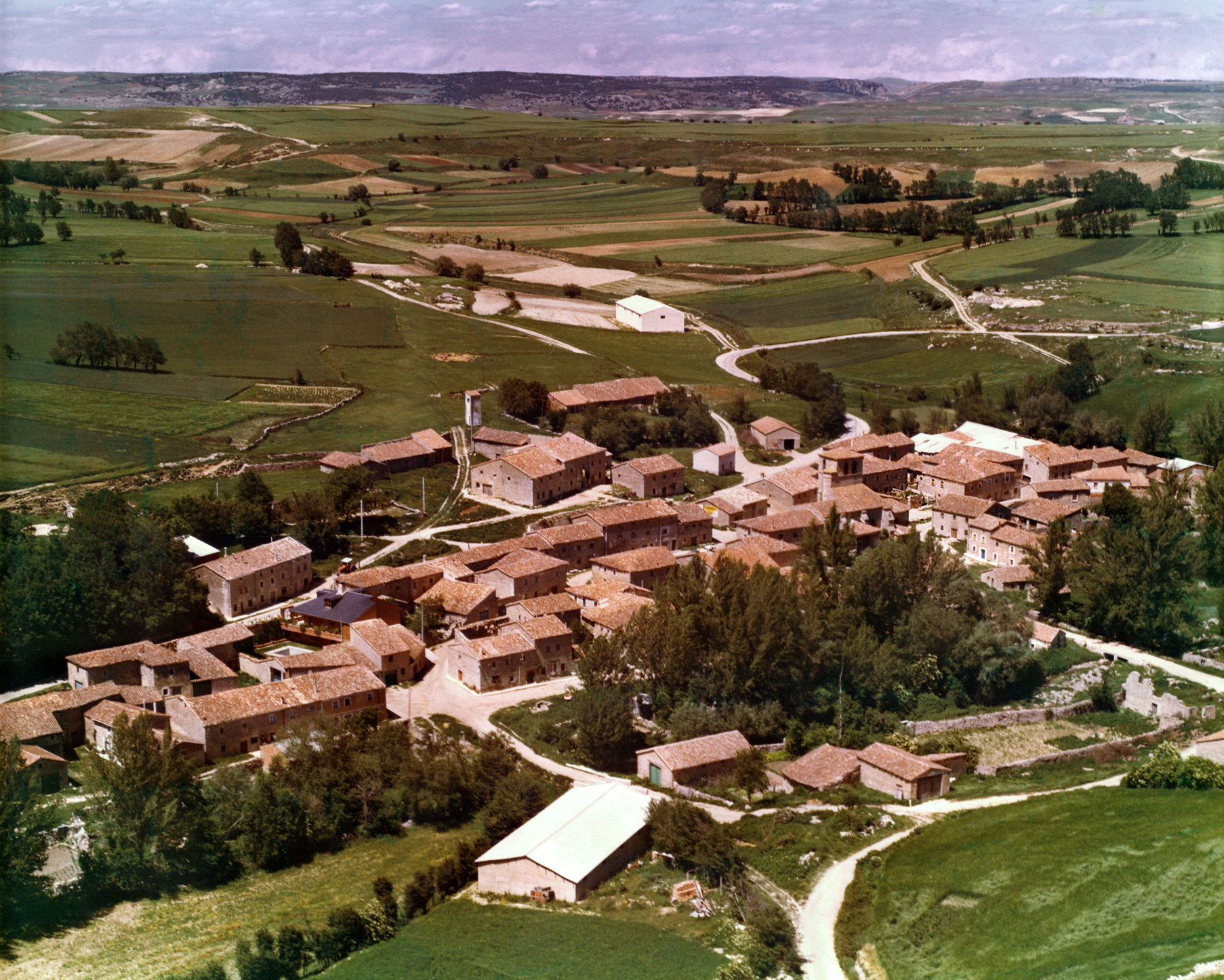
Уронес